# (4765) Wasserburg
(4765) Wasserburg es un asteroide perteneciente al cinturón interior de asteroides descubierto por Carolyn Jean S. Shoemaker desde el observatorio del Monte Palomar, Estados Unidos, el 5 de mayo de 1986.

## Designación y nombre
Wasserburg se designó al principio como 1986 JN1.
Más adelante, en 1991, fue nombrado en honor del geólogo estadounidense Gerald J. Wasserburg.

## Características orbitales
Wasserburg está situado a una distancia media de 1,945 ua del Sol, pudiendo acercarse hasta 1,828 ua y alejarse hasta 2,062 ua. Tiene una inclinación orbital de 23,71 grados y una excentricidad de 0,06017. Emplea en completar una órbita alrededor del Sol 991 días.
Wasserburg forma parte del grupo asteroidal de Hungaria.

## Características físicas
La magnitud absoluta de Wasserburg es 13,7 y el periodo de rotación de 3,623 horas.